# Темешеу (комуна)
Темешеу (рум. Tămășeu) — комуна у повіті Біхор в Румунії. До складу комуни входять такі села (дані про населення за 2002 рік):
- Ніувед (233 особи)
- Пархіда (509 осіб)
- Сату-Ноу (248 осіб)
- Темешеу (1020 осіб) — адміністративний центр комуни

Комуна розташована на відстані 447 км на північний захід від Бухареста, 16 км на північ від Ораді, 136 км на захід від Клуж-Напоки.

## Населення
У 2009 році у комуні проживала 1991 особа.